# أبلانزيفيل
أبلانزيفيل (بالفرنسية: Ablainzevelle)‏ هي بلدية فرنسية تقع في إقليم باد كاليه من منطقة نور با دو كاليه في شمال فرنسا. تبلغ مساحة هذه المدينة 4.32 (كم²)، وترتفع عن سطح البحر 139 م، يبلغ عدد سكانها 200 نسمة حسب إحصاء المعهد الوطني للإحصاء والدراسات الاقتصادية سنة 2009 م. وترأس Jean-François Laly البلدية خلال فترة (2008-2014).